# Compte personnel d'activité
Pour les articles homonymes, voir CPA.
Le compte personnel d'activité (CPA) est un dispositif français dans le cadre de la loi relative au travail, à la modernisation du dialogue social et à la sécurisation des parcours professionnels de 2016 (dite « loi El Khomri »). 
Ouvert à tous les actifs du secteur privé de 16 ans et plus, et ultérieurement aux fonctionnaires, il permet d'accumuler un crédit d'heures de formation tout au long de la carrière, mais aussi de valider des trimestres de retraite ou de financer un passage à temps partiel, grâce à l'intégration du compte personnel de prévention de la pénibilité (C3P). Il promet aussi de récompenser un engagement associatif via « le compte d'engagement citoyen. ».
À partir de janvier 2017 un site internet permet aux personnes de gérer directement leur propre compte personnel d'activité et de consulter également ses droits relatifs aux comptes suivants :
- Compte Personnel de Formation (CPF)
- Compte d'Engagement Citoyen (CEC)
- Compte Prévention Pénibilité (CPP)

D'après un rapport de l'Institut Montaigne publié en janvier 2017, le CPA serait massivement sous-financé avec seulement 1,3 milliard d'euros — et un doute sur la mobilisation des financements optionnels — pour 20 millions d'actifs, une somme faible face aux 13 milliards de la formation professionnelle dans le privé. Selon l'organisation, les chômeurs et les moins bien qualifiés devraient avoir un faible accès au CPA car les droits accumulés sont libellés en heures de formation et non en euros, ce qui favorise les cadres, dont les formations sont plus onéreuses et que les salariés en CDD voient leur compte moins abondé que les salariés en CDI.
Destiné à aider les personnes à dessiner leur projet professionnel et à utiliser au mieux leur capital formation, l'accompagnement gratuit et personnalisé appelé conseil en évolution professionnelle (CEP) est jugé « inopérant » en pratique, le CEP n'ayant pas été doté d'un financement spécifique pour les opérateurs chargés de sa mise en œuvre », d'où la mise en place limitée de prestations très standardisées. Le CEP resterait donc abstrait pour la plupart des salariés en CDI, les précaires et les travailleurs indépendants, peu à même de leur permettre d'anticiper les bouleversements du marché du travail ou de changer d'orientation professionnelle. Les premiers chômeurs en ayant bénéficié auraient reçu des prestations standard, peu différentes de l'offre de service de Pôle emploi.

## Évolution
À partir du 16 février 2018, le site informe ses usagers du changement de ses conditions générales d'utilisation en diffusant la version 2.0 de ces dernières.